# Red (Taylor-Swift-Album)
Red (englisch für Rot) ist das vierte Studioalbum der US-amerikanischen Country-Pop-Sängerin und Songwriterin Taylor Swift. Es erschien am 22. Oktober 2012 als Download, am 26. Oktober 2012 als Audio-CD und im November 2012 als Vinyl. In den ersten zwei Wochen wurde das Album in den Vereinigten Staaten über 1,5 Millionen Mal verkauft. Swift arbeitete für das Album mit neuen Produzenten und Gastmusikern wie Gary Lightbody und Ed Sheeran zusammen und stellte es auf der Red Tour vor.

## Singles
Die erste aus dem Album ausgekoppelte Single We Are Never Ever Getting Back Together wurde ein weltweiter Erfolg und über 620.000 Mal in der ersten Woche legal heruntergeladen. Die zweite Single Begin Again wurde am 25. September 2012 veröffentlicht und die dritte Single, I Knew You Were Trouble, mit der sie erstmals einen Song veröffentlichte, der dem Dubstep zugeordnet werden kann, stand ab dem 9. Oktober 2012 als Promo-Single zum Verkauf. Das Stück wurde in der ersten Woche ebenfalls über 400.000 Mal heruntergeladen, womit Swift als erste Künstlerin mit zwei Singles diese Marke erreichte. Die dritte Single war I Knew You Were Trouble und erschien am 14. November 2012. In Großbritannien und in den USA konnte Platz zwei der Single-Charts erreicht werden, in Deutschland die Top-10. Vierte Single ist 22, die am 12. März 2013 erschien. In Großbritannien konnte diese Single Platz neun der Single-Charts erreichen.

## Titelliste
| Nr.          | Titel                                     | Autor(en)                      | Produzenten               | Länge |
| ------------ | ----------------------------------------- | ------------------------------ | ------------------------- | ----- |
| 1.           | State of Grace                            | Taylor Swift                   | Nathan Chapman            | 4:55  |
| 2.           | Red                                       | Swift                          | Dann Huff, Chapman, Swift | 4:43  |
| 3.           | Treacherous                               | Swift, Dan Wilson              | Wilson                    | 4:02  |
| 4.           | I Knew You Were Trouble                   | Swift, Max Martin, Shellback   | Martin, Shellback         | 3:40  |
| 5.           | All Too Well                              | Swift, Liz Rose                | Chapman, Swift            | 5:29  |
| 6.           | 22                                        | Swift, Martin, Shellback       | Martin, Shellback         | 3:52  |
| 7.           | I Almost Do                               | Swift                          | Chapman, Swift            | 4:04  |
| 8.           | We Are Never Ever Getting Back Together   | Swift, Martin, Shellback       | Martin, Shellback         | 3:11  |
| 9.           | Stay Stay Stay                            | Swift                          | Chapman, Swift            | 3:25  |
| 10.          | The Last Time (feat. Gary Lightbody)      | Swift, Lightbody, Jacknife Lee | Lee                       | 4:59  |
| 11.          | Holy Ground                               | Swift                          | Jeff Bhasker              | 3:22  |
| 12.          | Sad Beautiful Tragic                      | Swift                          | Chapman, Swift            | 4:44  |
| 13.          | The Lucky One                             | Swift                          | Bhasker                   | 4:00  |
| 14.          | Everything Has Changed (feat. Ed Sheeran) | Swift, Ed Sheeran              | Butch Walker              | 4:05  |
| 15.          | Starlight                                 | Swift                          | Huff, Chapman, Swift      | 3:40  |
| 16.          | Begin Again                               | Swift                          | Huff, Chapman, Swift      | 3:57  |
| Gesamtlänge: | Gesamtlänge:                              | Gesamtlänge:                   | Gesamtlänge:              | 66:08 |

| Nr.          | Titel                                | Autor(en)     | Produzenten    | Länge |
| ------------ | ------------------------------------ | ------------- | -------------- | ----- |
| 1.           | The Moment I Knew                    | Swift         | Chapman, Swift | 4:46  |
| 2.           | Come Back… Be Here                   | Swift, Wilson | Wilson         | 3:43  |
| 3.           | Girl at Home                         | Swift         | Chapman, Swift | 3:40  |
| 4.           | Treacherous (Originale Demoaufnahme) | Swift, Wilson | Wilson         | 4:00  |
| 5.           | Red (Originale Demoaufnahme)         | Swift         | Chapman, Swift | 3:47  |
| 6.           | State of Grace (Akustikversion)      | Swift         | Chapman, Swift | 5:23  |
| Gesamtlänge: | Gesamtlänge:                         | Gesamtlänge:  | Gesamtlänge:   | 25:19 |

## Rezeption
Insgesamt erhielt das Album positive Kritiken. Im Gesamtrating von Metacritic, basierend auf 21 Kritiken, erhielt das Album 76 von 100 Punkten. So gab Melissa Maerz von Entertainment Weekly dem Album die Note B+. Ebenfalls positiv bewerteten Allmusic und The Guardian das Album mit fünf bzw. vier von fünf möglichen Sternen. Kai Butterweck von laut.de gab dem Album mit drei von fünf möglichen Sternen eine der schlechteren Bewertungen.
Christoph Volkmer von Countrymusicnews.de sagte folgendes zum Album:

„Mit einer ganzen Armada von Produzenten im Rücken legt Taylor Swift ihr bisher vielseitigstes Album vor. Dass der Country-Einfluss dabei weniger stark zur Geltung kommt, war zu erwarten. Dazu gibt es – zieht man die Bonus-CD hinzu – unter den 22 Tracks mehr Füller als gewohnt.“

## Kommerzieller Erfolg

### Chartplatzierungen
Das Album, mit Spitzenpositionen in Australien, Kanada, Irland, Neuseeland, Taiwan, Großbritannien und den Vereinigten Staaten, ist bis dato das erfolgreichste von Swift. Platz zwei der Hitparade konnte Red in Belgien (Flandern) und Norwegen erreichen. Auf Platz drei konnte man außerdem in Österreich, Dänemark, Italien und Japan vorstoßen, während in Mexiko und Spanien ein vierter Platz verbucht wurde. In den deutschen Top 100 stieg es auf Platz fünf ein. Des Weiteren wurde Platz 17 in den Niederlanden, Platz 25 in Belgien (Wallonien), Platz 49 in Finnland, Platz acht in Portugal und Schweden sowie Platz neun in der Schweiz notiert.
| ChartsChartplatzierungen       | Höchstplatzierung | Wochen |
| ------------------------------ | ----------------- | ------ |
| Deutschland (GfK)              | 5 (70 Wo.)        | 70     |
| Österreich (Ö3)                | 3 (52 Wo.)        | 52     |
| Schweiz (IFPI)                 | 7 (37 Wo.)        | 37     |
| Vereinigte Staaten (Billboard) | 1 (185 Wo.)       | 185    |
| Vereinigtes Königreich (OCC)   | 1 (85 Wo.)        | 85     |

| ChartsJahrescharts (2012)      | Platzierung |
| ------------------------------ | ----------- |
| Vereinigte Staaten (Billboard) | 4           |
| Vereinigtes Königreich (OCC)   | 42          |

| ChartsJahrescharts (2013)      | Platzierung |
| ------------------------------ | ----------- |
| Vereinigte Staaten (Billboard) | 2           |
| Vereinigtes Königreich (OCC)   | 27          |

| ChartsJahrescharts (2014)      | Platzierung |
| ------------------------------ | ----------- |
| Vereinigte Staaten (Billboard) | 106         |

| ChartsJahrescharts (2015)      | Platzierung |
| ------------------------------ | ----------- |
| Vereinigte Staaten (Billboard) | 111         |

| ChartsJahrescharts (2021) | Platzierung |
| ------------------------- | ----------- |
| Österreich (Ö3)           | 67          |

| ChartsJahrescharts (2022)      | Platzierung |
| ------------------------------ | ----------- |
| Vereinigte Staaten (Billboard) | 5           |
| Vereinigtes Königreich (OCC)   | 52          |

### Auszeichnungen für Musikverkäufe
Red wurde bisher mit 6× Gold und 33× Platin ausgezeichnet. Damit wurde das Album laut Auszeichnungen mehr als 9,5 Millionen Mal verkauft.

| Land/Region                  | Auszeichnungen für Musikverkäufe (Land/Region, Auszeichnung, Verkäufe) | Verkäufe  |
| ---------------------------- | ---------------------------------------------------------------------- | --------- |
| Australien (ARIA)            | 5× Platin                                                              | 350.000   |
| Belgien (BRMA)               | 2× Platin                                                              | 60.000    |
| Brasilien (PMB)              | Gold                                                                   | 20.000    |
| Dänemark (IFPI)              | Platin                                                                 | 20.000    |
| Deutschland (BVMI)           | Platin                                                                 | 200.000   |
| Frankreich (SNEP)            | Gold                                                                   | 50.000    |
| Irland (IRMA)                | Platin                                                                 | 15.000    |
| Japan (RIAJ)                 | Platin · + Gold (Digital)                                              | 350.000   |
| Kanada (MC)                  | 4× Platin                                                              | 320.000   |
| Kolumbien (ASINCOL)          | Gold                                                                   | 5.000     |
| Mexiko (AMPROFON)            | Gold                                                                   | 30.000    |
| Neuseeland (RMNZ)            | 6× Platin                                                              | 90.000    |
| Österreich (IFPI)            | Platin                                                                 | 20.000    |
| Philippinen (PARI)           | 2× Platin                                                              | 30.000    |
| Polen (ZPAV)                 | Platin                                                                 | 20.000    |
| Schweden (IFPI)              | Gold                                                                   | 20.000    |
| Schweiz (IFPI)               | Platin                                                                 | 20.000    |
| Singapur (RIAS)              | 2× Platin                                                              | 20.000    |
| Vereinigte Staaten (RIAA)    | 7× Platin                                                              | 7.000.000 |
| Vereinigtes Königreich (BPI) | 3× Platin                                                              | 900.000   |
| Insgesamt                    | 6× Gold · 38× Platin ·                                                 | 9.535.000 |

Hauptartikel: Taylor Swift/Auszeichnungen für Musikverkäufe/Alben

## Red (Taylor’s Version)
Am 12. November 2021 veröffentlichte Swift mit Red (Taylor’s Version) eine Neuaufnahme ihres vierten Studioalbums Red aus dem Jahr 2012. Es ist nach der ebenfalls 2021 veröffentlichten Neuaufnahme ihres zweiten Studioalbums Fearless das zweite Album, welches die US-amerikanische Sängerin nach den Streitigkeiten um die Eigentumsverhältnisse über ihre ersten sechs Studioalben mit ihrem früheren Musiklabel Big Machine Records neu veröffentlicht hat. Das Album umfasst 30 Lieder, welche den Zusatz (Taylor’s Version) tragen, davon 20 Songs des Originalalbums, den Song Ronan, welcher 2012 als Single ohne Album veröffentlicht wurde, und 9 neue Songs, welche den Zusatz (From The Vault) tragen.

### Titelliste
| Nr.          | Titel                                                                                | Autor(en)                           | Produzenten                        | Länge  |
| ------------ | ------------------------------------------------------------------------------------ | ----------------------------------- | ---------------------------------- | ------ |
| 1.           | State of Grace (Taylor’s Version)                                                    | Taylor Swift                        | Swift, Christopher Rowe            | 4:55   |
| 2.           | Red (Taylor’s Version)                                                               | Swift                               | Swift, Rowe                        | 3:43   |
| 3.           | Treacherous (Taylor’s Version)                                                       | Swift, Dan Wilson                   | Wilson                             | 4:02   |
| 4.           | I Knew You Were Trouble (Taylor’s Version)                                           | Swift, Max Martin, Shellback        | Swift, Rowe, Shellback             | 3:39   |
| 5.           | All Too Well (Taylor’s Version)                                                      | Swift, Liz Rose                     | Swift, Rowe                        | 5:29   |
| 6.           | 22 (Taylor’s Version)                                                                | Swift, Martin, Shellback            | Swift, Rowe, Shellback             | 3:50   |
| 7.           | I Almost Do (Taylor’s Version)                                                       | Swift                               | Swift, Rowe                        | 4:04   |
| 8.           | We Are Never Ever Getting Back Together (Taylor’s Version)                           | Swift, Martin, Shellback            | Swift, Rowe, Shellback             | 3:13   |
| 9.           | Stay Stay Stay (Taylor’s Version)                                                    | Swift                               | Swift, Rowe                        | 3:25   |
| 10.          | The Last Time (Taylor’s Version) (feat. Gary Lightbody)                              | Swift, Gary Lightbody, Jacknife Lee | Lee                                | 4:59   |
| 11.          | Holy Ground (Taylor’s Version)                                                       | Swift                               | Jeff Bhasker                       | 3:22   |
| 12.          | Sad Beautiful Tragic (Taylor’s Version)                                              | Swift                               | Swift, Rowe, Paul Mirkovich        | 4:44   |
| 13.          | The Lucky One (Taylor’s Version)                                                     | Swift                               | Bhasker                            | 4:00   |
| 14.          | Everything Has Changed (Taylor’s Version) (feat. Ed Sheeran)                         | Swift, Ed Sheeran                   | Butch Walker                       | 4:05   |
| 15.          | Starlight (Taylor’s Version)                                                         | Swift                               | Swift, Rowe, Mirkovich             | 3:40   |
| 16.          | Begin Again (Taylor’s Version)                                                       | Swift                               | Swift, Rowe                        | 3:58   |
| 17.          | The Moment I Knew (Taylor’s Version)                                                 | Swift                               | Swift, Rowe, Mirkovich             | 4:45   |
| 18.          | Come Back... Be Here (Taylor’s Version)                                              | Swift, Wilson                       | Wilson                             | 3:43   |
| 19.          | Girl At Home (Taylor’s Version)                                                      | Swift                               | Elvira Anderfjärd                  | 3:40   |
| 20.          | State of Grace (Acoustic Version) (Taylor’s Version)                                 | Swift                               | Swift, Rowe                        | 5:21   |
| 21.          | Ronan (Taylor’s Version)                                                             | Swift, Maya Thompson                | Swift, Rowe                        | 4:24   |
| 22.          | Better Man (Taylor’s Version) (From The Vault)                                       | Swift                               | Swift, Aaron Dessner               | 4:57   |
| 23.          | Nothing New (Taylor’s Version) (From The Vault) (feat. Phoebe Bridgers)              | Swift                               | Swift, Dessner                     | 4:18   |
| 24.          | Babe (Taylor’s Version) (From The Vault)                                             | Swift, Pat Monahan                  | Swift, Jack Antonoff               | 3:44   |
| 25.          | Message in a Bottle (Taylor’s Version) (From The Vault)                              | Swift, Martin, Shellback            | Anderfjärd, Shellback              | 3:45   |
| 26.          | I Bet You Think About Me (Taylor’s Version) (From The Vault) (feat. Chris Stapleton) | Swift, Lori McKenna                 | Swift, Dessner                     | 4:45   |
| 27.          | Forever Winter (Taylor’s Version) (From The Vault)                                   | Swift, Mark Foster                  | Swift, Antonoff                    | 4:23   |
| 28.          | Run (Taylor’s Version) (From The Vault) (feat. Ed Sheeran)                           | Swift, Sheeran                      | Swift, Dessner                     | 4:00   |
| 29.          | The Very First Night (Taylor’s Version) (From The Vault)                             | Swift, Amund Bjørklund, Espen Lind  | Espionage, Tim Blacksmith, Danny D | 3:20   |
| 30.          | All Too Well (10 Minute Version) (Taylor’s Version) (From The Vault)                 | Swift, Rose                         | Swift, Antonoff                    | 10:13  |
| Gesamtlänge: | Gesamtlänge:                                                                         | Gesamtlänge:                        | Gesamtlänge:                       | 130:26 |

### Chartplatzierungen
| ChartsChartplatzierungen       | Höchstplatzierung | Wochen |
| ------------------------------ | ----------------- | ------ |
| Deutschland (GfK)              | 22 (28 Wo.)       | 28     |
| Österreich (Ö3)                | 11 (23 Wo.)       | 23     |
| Vereinigte Staaten (Billboard) | 1 (… Wo.)         | …      |
| Vereinigtes Königreich (OCC)   | 1 (136 Wo.)       | 136    |

| ChartsJahrescharts (2021)    | Platzierung |
| ---------------------------- | ----------- |
| Vereinigtes Königreich (OCC) | 32          |

| ChartsJahrescharts (2022)      | Platzierung |
| ------------------------------ | ----------- |
| Vereinigte Staaten (Billboard) | 5           |
| Vereinigtes Königreich (OCC)   | 52          |

| ChartsJahrescharts (2023)      | Platzierung |
| ------------------------------ | ----------- |
| Vereinigte Staaten (Billboard) | 17          |
| Vereinigtes Königreich (OCC)   | 51          |

| ChartsJahrescharts (2024)      | Platzierung |
| ------------------------------ | ----------- |
| Vereinigte Staaten (Billboard) | 32          |
| Vereinigtes Königreich (OCC)   | 63          |

### Auszeichnungen für Musikverkäufe
| Land/Region                  | Auszeichnungen für Musikverkäufe (Land/Region, Auszeichnung, Verkäufe) | Verkäufe  |
| ---------------------------- | ---------------------------------------------------------------------- | --------- |
| Australien (ARIA)            | Platin                                                                 | 70.000    |
| Brasilien (PMB)              | 3× Platin                                                              | 120.000   |
| Dänemark (IFPI)              | Platin                                                                 | 20.000    |
| Frankreich (SNEP)            | Gold                                                                   | 50.000    |
| Italien (FIMI)               | Gold                                                                   | 25.000    |
| Kanada (MC)                  | 3× Platin                                                              | 240.000   |
| Neuseeland (RMNZ)            | 3× Platin                                                              | 45.000    |
| Österreich (IFPI)            | Gold                                                                   | 7.500     |
| Polen (ZPAV)                 | Platin                                                                 | 20.000    |
| Portugal (AFP)               | Gold                                                                   | 3.500     |
| Spanien (Promusicae)         | Gold                                                                   | 20.000    |
| Vereinigte Staaten (RIAA)    | —                                                                      | 1.560.000 |
| Vereinigtes Königreich (BPI) | Platin                                                                 | 300.000   |
| Insgesamt                    | 5× Gold · 13× Platin ·                                                 | 2.481.000 |

Hauptartikel: Taylor Swift/Auszeichnungen für Musikverkäufe/Alben